# Logaritemska spirala
Logaritemska spirala (tudi enakokotna spirala in spirala rasti) je vrsta spirale, ki se pogosto pojavlja v naravi.
Logaritemsko spiralo je prvi opisal francoski filozof, matematik, fizik, učenjak in častnik René Descartes (1596–1650), pozneje pa še švicarski matematik Jakob Bernoulli I. (1654–1705), ki jo je imenoval spira mirabilis (čudežna krivulja).

## Logaritemska spirala v polarnih koordinatah
V polarnem koordinatnem sistemu je:
{\displaystyle r=ae^{b\theta }\!\,}
ali:
{\displaystyle \theta ={\frac {1}{b}}\ln(r/a)\!\,,}
kjer je:
- {\displaystyle e\,} osnova naravnih logaritmov
- {\displaystyle a\,} pozitivna realna konstanta
- {\displaystyle b\,} pozitivna realna konstanta

## Parametrična oblika
Parametrična oblika enačbe logaritemske spirale je:
{\displaystyle x(t)=r(t)\cos(t)=ae^{bt}\cos(t)\!\,,}
{\displaystyle y(t)=r(t)\sin(t)=ae^{bt}\sin(t)\!\,,}
kjer sta {\displaystyle a\,} in {\displaystyle b\,} realni konstanti. 

## Značilnosti
- kot {\displaystyle \phi \,} med tangento in premico v smeri polmera v točki {\displaystyle (r,\theta )\,} je konstanten.
- od Arhimedove spirale se razlikuje v tem, da pri logaritemski spirali razdalje med posameznimi obrati tvorijo geometrijsko zaporedje, pri Arhimedovi spirali pa so konstantne.
- logaritemska spirala je skladna sama s seboj pri vseh podobnostnih transformacijah. Skaliranje s faktorjem {\displaystyle e^{2\pi b}\,} da isti rezultat kot je original, samo brez vrtenja. Spirale so tudi skladne s svojimi evolventami, evolutami in nožiščnimi krivuljami.
- če se nariše zlato spiralo (to je logaritemska spirala, ki raste navzven za faktorje enake zlatemu rezu za vsakih 90° vrtenja) ali kar je približno kot, da bi se uporabilo Fibonaccijeva števila.
- če se prične pot v neki točki {\displaystyle P\,} in se giblje proti notranjosti spirale oziroma proti izhodišču, se naredi poljubno število obratov, ne da bi se doseglo izhodišče, pa pri tem pa se naredi končno pot. Skupna pot, ki se pri tem naredi, je enaka {\displaystyle \textstyle {\frac {r}{\cos(\phi )}}\,}, kjer je {\displaystyle r\,} razdalja točke {\displaystyle P\,} od izhodišča. To značilnost je odkril že italijanski fizik in matematik Evangelista Torricelli (1608 – 1647).

## Splošna oblika logaritemske spirale[1]
Splošna oblika logaritemske spirale v polarnih koordinatah je:
{\displaystyle r=ab^{\theta }\!\,,}
kjer sta {\displaystyle a\,} in {\displaystyle b\,} realni števili. V tem obrazcu ni uporabljena osnova naravnih logaritmov {\displaystyle e\,}, ampak poljubna osnova {\displaystyle b\,}.

## Logaritemska spirala v naravi
V naravi je izredno veliko primerov, kjer se najde logaritemsko spiralo. Navedenih je le nekaj primerov:
- približevanje jastreba žrtvi.
- približevanje žuželk izvoru svetlobe
- rokavi spiralnih galaksij
- živci roženice
- rokavi tropskih ciklonov
- biološke strukture (lupine mehkužcev).